# موزدایی

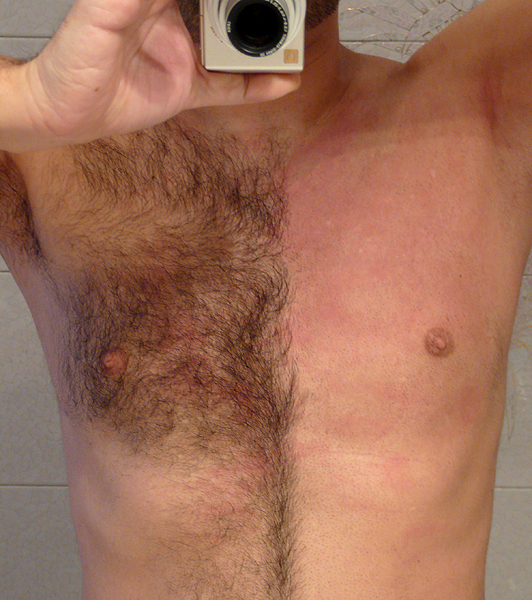
اپیلاسیون

موزدایی یا اپیلاسیون (به انگلیسی: epilation) به روش‌های از بین بردن مو به‌ویژه موی بدن انسان‌ها گفته می‌شود. همچنین، از بین بردن موهای بدن در هر قسمتی از آن و به روش کندن از ریشه صورت گیرد را موزدایی گویند. انواع مختلفی برای آن از قبیل لیزر، استفاده از چسب خاص (مومک)، بند انداختن و… را می‌توان نام برد.
وقتی موزدایی به روش طبیعی باشد پوست بدن کمتر جوش می‌زند و در مدت مناسبی نسبت رشد موها کمتر می‌شود. استفاده از اسکراب‌ها و لایه‌بردارها، نرم‌کننده‌های طبیعی قبل و بعد از موزدایی و اپیلاسیون به خانم‌ها توصیه می‌شود.

## روش‌ها

### موبرها
موبر نوره ماده‌ای است که برای دفع موهای زاید بدن استفاده می‌شود. این ماده از ترکیب آهک و زرنیخ تشکیل شده است.
روش مصرف: در موقع استفاده باید بدن خشک باشد و داروی نظافت رقیق نباشد. بهتر است موقع مصرف از دستکش استفاده شود. حتماً از آب داغ برای تهیهٔ آن استفاده کنید. آن را بر روی موهای زائد قرار دهید (در حالی که بدن خشک و تمیز است) و از مالیدن بیش از حد آن خودداری کنید. پس از ۵ تا ۶ دقیقه آن را بشویید و با دست موها را به راحتی جدا کنید. ماندن بیش از حد آن بر روی پوست ممکن است منجر به آسیب دیدن پوست (مثل حالت سوختگی) شود. همچنین ماندن بیش از حد روی ناخن‌ها باعث می‌شود ناخن تا حد بسیار زیادی نرم و شکننده شود. این ماده بوی خاص و تندی می‌دهد.
امروزه موبرهای جدید بدون بو هستند و نیاز به آماده‌سازی ندارند و به دو نوع گیاهی و شیمیایی تقسیم می‌شوند. مو برها به شکل کرم و همچنین افشانه در داروخانه‌ها به فروش می‌رسد.

### تیغ یا تراشیدن
استفاده از تیغ یا تراشیدن یکی از سریع‌ترین و بی‌دردسرترین شیوه‌های مو زداییست که هم توسط خانم‌ها و هم آقایان استفاده می‌شود. به اعتقاد بعضی این شیوه باعث درشت تر شدن موها شده که البته تاکنون هیچ توجیه علمی برای اثبات این قضیه وجود ندارد. در افرادی که موهای مجعد دارند استفاده از این شیوه باعث به وجود آمدن برآمدگی و خارش شدید به دلیل خم شدن مو زیر پوست می‌شود.

### موم و عسل و کندن
در این روش از ماده چسبناکی که عموماً از شکر و آب تشکیل شده و مقداری پارچه که به صورت نواری برش خرده است استفاده می‌گردد. در نوع مدرن آن بسته‌های آماده مصرف که به موم خاصی آغشته است به صورت بسته‌بندی آماده در داروخانه‌ها به فروش می‌رسد. روش اپیلاسیون که با حرارت موم و مالیدن آن به پارچه و چسباندن به سطح پوست باعث کندن موهای زائد می‌شود. با استفاده از وکس برای چند ماه از موهای زائد خلاص می‌شوید، اما این روش معایب خودش را دارد. دردناک است و می‌تواند سبب مشکلاتی مانند التهاب ریشهٔ مو (فولیکولیت)، رفتن موها زیر پوست، تغییر رنگ پوست و حتی ایجاد جوشگاه یا اسکار شود.

### داروها
برخی از داروها می‌توانند رشد موها را آهسته کنند. یادتان باشد معمولاً رویش موهای زائد به مصرف دارو به تنهایی پاسخ نمی‌دهد. داروها فقط رشد موها را سرکوب یا آهسته می‌کنند و سبب از بین رفتن موهای زائد نمی‌شوند. مصرف دارو باید تحت نظر پزشک باشد و هر دارویی عوارض خودش را دارد.

### لیزر رفع موهای زائد
لیزر، در واقع استفاده از یک طول موج معینی از نور و پالس مدت‌دار می‌باشد. که به علت داشتن ویژگی‌های از جمله: تک رنگ بودن و داشتن انرژی زیاد کاربردهای متفاوتی و متعددی را در علم پزشکی دارد. یکی از شناخته شده‌ترین کاربردهای آن از بین بردن موهای زائد است.
لیزر موهای زائد یکی از بهترین روش‌ها برای از بین بردن موهای زائد است اما دائمی نیست؛ زیرا بعد از جلسات لیزر بخش کمی از موهای زائد ممکن است مجدد بازگشت داشته باشد. حتی مقداری از این موها بعد از گذشت چند روز دوباره رشد می‌کنند. که این موضوع به عواملی مثل دستگاه لیزر، جنس پوست، رنگ پوست، نوع مو بستگی دارد.
نور لیزر با تابش طول موج معین بر روی بافت هر چیز تیره رنگ روی پوست را حرارت می‌دهد و می‌سوزاند به عبارت دیگر لیزر با تابش بر روی رنگدانه‌های ملانین موجود در مو به عمق ۲ تا ۳ میلی‌متری پوست نفوذ می‌کند و سلولهای مو یا فولیکول مو را از بین می‌برد. هر چه موی زائد تیره‌تر باشد نتیجه بهتری حاصل می‌شود.
برخی از انواع اشعه لیزر در این کار استفاده می‌شود. برای این کار از دستگاه‌های لیزر کلینیکال یا از دستگاه‌های لیزر خانگی استفاده می‌شود. دستگاه‌های لیزر موهای زائد، فولیکول‌های ریشه مو را از بین می‌برند بنابراین برای از بین بردن موهای بدن با ۹۰ درصد عملکرد مثبت و روش ان به این طریق است که ۲ الی ۳ هفته قبل نباید موها را از ریشه زد تا ریشه مو در پوست موجود باشد و با اشعه ریشه مو را سوزانده و این کار بین ۵ الی ۸ جلسه انجام گیرد و با توالی ۲ ماه در میان و پس از این مدت به احتمال ۸۰٪ موها زائد برای همیشه محو می‌گردد. دستگاه‌های لیزر خانگی دو نوع تکنولوژی دارند که نوع لیزر دایود آن نسبت به نوع IPL برتری دارد و قدرت نفوذ بیشتر و نتیجه ماندگارتری دارد.
از لیزر برای موهای کل بدن شامل صورت و اندام‌های حساس می‌توان استفاده نمود.

### بند انداختن
این روش یکی از روشهای مو زدایی است و همان‌طور که از نام این روش پیداست در این روش با استفاده از نخی محکم اقدام به برداشتن مو می‌کنند. از این روش برای برداشتن موهای روی صورت، دست و پا استفاده می‌شود.

### اپیلاسیون
دستگاه‌های اپیلاسیون نیز برای کندن و برداشتن مو با قیمت مناسبی در بازار وجود دارند در این روش سری دستگاه با سرعت می‌چرخد و با حرکاتی منظم، انتهای موها را گرفته و می‌کند. این روش روشی فوری و پر درد است و لازم است برای کاهش درد از کرم‌های مخصوص استفاده شود.

### الکترولیز
عمدتاً در کلینیک‌ها صورت می‌گیرد و با استفاده از جریان برق و الکترولیز ریشه مو سعی در از بین بردن موهای زائد می‌نمایند.